# Divertikl
Divertikl v lékařské terminologii označuje výchlipku stěny dutého orgánu v těle, vytvářející útvar, který lze přirovnat ke kapse. Jedná se o struktury, které za normálních podmínek nejsou přítomny a jsou projevem chorobným. V průběhu embryonálního vývoje se však řada orgánů vytváří z výchlipek různých zárodečných struktur.

## Dělení
Podle stavby stěny divertiklu se rozlišují
- divertikly pravé – obsahují všechny vrstvy stěny orgánu, z něhož pocházejí
- divertikly nepravé – neobsahují všechny vrstvy, např. časté divertikly tlustého střeva vznikají vyhřeznutím sliznice a podslizniční vrstvy mezi svalovinou, takže svalovou vrstvu neobsahují.
- pseudodivertikly – nemají vlastní stěnu, tato je tvořena okolními strukturami

Podle mechanismu vzniku se rozlišují
- divertikly pulzní – vznikají při vyšším tlaku uvnitř dutého orgánu, který vede k vyklenutí stěny
- divertikly trakční – vznikají vytažením stěny orgánu při chorobných procesech v okolí (jizvení při zánětu a podobně)

## Patologické divertikly podle lokalizace
- Divertikly močového měchýře – vznikají obvykle následkem překážky odtoku moče při hyperplázii prostaty, kdy se zvyšuje tlak v močovém měchýři. Dochází k balónovitému vyklenování stěny po stranách močového měchýře
- Divertikly močové trubice – jsou vrozené u mužů, u žen mohou vznikat po infekcích
- Srdeční divertikl – velmi vzácná vrozená odchylka
- Divertikly hltanu a jícnu:
- Zenkerův divertikl – výchlipka sliznice hltanu nad horním jícnovým svěračem u starších osob
- Killianův–Jamiesonův divertikl – vzácně se vyskytující pod horním jícnovým svěračem
- Trakční divertikl střední části jícnu – vzniká vytažením stěny jícnu při jizvení mízních uzlin při tuberkulóze
- Epifrenický divertikl jícnu – pulzní divertikl vznikající nad dolním jícnovým svěračem při dlouhodobém zvýšení jeho tonu, zvláště při achalázii
- Divertikly žaludku
- Divertikly dvanáctníku – mohou být vrozené, někdy vznikají po zhojení hlubokého peptického vředu.
- Meckelův divertikl – pozůstatek ductus omphaloentericus, který se vyskytuje v průběhu embryonálního vývoje a spojuje trávicí ústrojí zárodku se žloutkovým váčkem. Vyskytuje se asi u dvou procent populace.
- Divertikly tlustého střeva – nepravé divertikly vznikající v průběhu života, ve vyšším věku často mnohočetné (divertikulóza), mohou být zdrojem zánětu, krvácení nebo prasknout
- Rokitanského–Aschoffovy sinusy – drobné výchlipky sliznice žlučníku při chronickém zánětu

## Divertikly během embryonálního vývoje
Řada orgánů se zakládá z výchlipek embryonálních struktur jako střevo či žaberní oblouky, které postupně rostou a složitě se větví a dále vyzrávají.
Dýchací systém vzniká například z laryngotracheální výchlipky přední stěny předního střeva, z výchlipky dolní části předního střeva se vyvíjí játra a žlučové cesty, přední lalok hypofýzy z Rathkeho výchlipky z primitivních úst, část ledviny a vývodné cesty močové z uretrového pupenu, příštitná tělíska a brzlík z žaberních výchlipek.